# Sigetec
Sigetec je naselje u općini Peteranec.
Poštanski pripadaju uredu broj 48316 Đelekovec.
Sigetec se spominje pod nazivom Otok (Madžarski Sigetec=Otok) 1335 godine. Krajem 16. stoljeća je vojnokrajiška utvrda. Tada je selo činilo riječni otok oko kojega je tekla rijeka Drava. 
Sigetec je tijekom 1970-ih godina bio pozornicom za snimanje jedne od najpoznatijih hrvatskih dramskih serija svih vremena: Gruntovčani. Danas je u središtu Sigeca uređen trg, središnji dio trga je posvećen Gruntovčanima.
U Sigecu postoji nogometni klub NK Mladost, koji se trenutno natječe u II. Županijskoj ligi Koprivničko-Križevačke županije.
Od udruga u Sigecu djeluju "Sigečko srce", Lovačka udruga "Fazan", ŠRK Ivan Generalić, KUD Gruntovec i Udruga žena Sigetec.
Izuzetno je razvijeno i dobrovoljno vatrogasno društvo   Arhivirana inačica izvorne stranice od 1. studenoga 2019. (Wayback Machine) koje ostvaruje međunarodnu suradnju sa srodnim društvima u Republici Mađarskoj, Sloveniji, Češkoj i ostalim zemljama.
U Sigecu je zadnje godine svoga života živio i stvarao i veliki naivni slikar Ivan Generalić koji je i pokopan na groblju u Sigecu.

## Stanovništvo
| broj stanovnika | 1659  | 1668  | 1772  | 1895  | 2046  | 2049  | 1866  | 1845  | 1803  | 1739  | 1694  | 1544  | 1364  | 1276  | 1240  | 1212  | 1016  |
|                 | 1857. | 1869. | 1880. | 1890. | 1900. | 1910. | 1921. | 1931. | 1948. | 1953. | 1961. | 1971. | 1981. | 1991. | 2001. | 2011. | 2021. |

## Šport
- NK Mladost Sigetec
- ŠRK Ivan Generalić